# Capodimonte-palota
A Capodimonte-palota (ma a Capodimonte Múzeum) egykori Bourbon-kori palota Nápolyban, a Két Szicília Királyság uralkodóinak egykori nyári rezidenciája. Ma a város legjelentősebb múzeuma és galériája. 
VIII. Károly, Nápoly és Szicília királya (III. Károly spanyol király) építtette 1738-ban Giovanni Antonio Medrano tervei alapján, akinek a nevéhez fűződik többek közt a San Carlo operaház megépítése is. A király a hatalmas Farnese-gyűjtemény elhelyezése céljából építtette. A gyűjteményt anyjától, Elisabetta Farnesétől, az utolsó pármai uralkodó leszármazottjától örökölte. 
A múzeum a nápolyi és az olasz  kulturális örökség remekműveinek otthona. Az első két emeleten a Nápolyi Nemzeti Galéria foglal helyet 13–18. századi festményekkel (Simone Martini, Tiziano,  Vincenzo Petrocelli, Caravaggio és sokan mások). 
Megtekinthetők a királyi lakosztályok eredeti 18. századi bútorokkal, porcelán- és majolikagyűjteménnyel. A palotáról nevezték el a közelben levő capodimontei porcelángyárat. A gyárat 1743-ban alapította VIII. Károly, Bourbon-király.